# Tubulipora expansa
Tubulipora expansa är en mossdjursart som först beskrevs av Alpheus Spring Packard 1863.  Tubulipora expansa ingår i släktet Tubulipora och familjen Tubuliporidae. Inga underarter finns listade i Catalogue of Life.